# Holger Zander
Holger Zander   (Sankt Michaelisdonn, 24 de maig de 1943) és un piragüista alemany, ja retirat, que va competir durant les dècades de 1960 i 1970.
El 1964 va prendre part en els Jocs Olímpics d'Estiu de Tòquio, on va disputar dues proves del programa de piragüisme. En la prova del K-4 1.000 metres, formant equip amb Günther Perleberg, Bernhard Schulze i Friedhelm Wentzke, guanyà la medalla de plata, mentre en la del K-2 1.000 metres, junt a Heinz Büker, guanyà la de bronze. Quatre anys més tard, als Jocs de Ciutat de Mèxic, fou novè en la prova del K-2 1.000 metres.
En el seu palmarès també destaquen dues medalles al Campionat del Món de piragüisme en aigües tranquil·les, de bronze el 1963 i de plata el 1966, i una de plata al Campionat d'Europa de 1967. A nivell nacional guanyà cinc títols de K1 500 (1963, 1964, 1966 a 1968), dos de K1 1.000 metres (1964 i 1966) i quatre de relleus (1966, 1970 a 1972).